# ذي نشمة (حزم العدين)

تعديل مصدري - تعديل

ذي نشمة هي إحدى قرى عزلة بني سليمان بمديرية حزم العدين التابعة لمحافظة إب، بلغ تعداد سكانها 43 نسمة حسب تعداد اليمن لعام 2004.